# Diplazium himalayense
Diplazium himalayense är en majbräkenväxtart som först beskrevs av Ren-Chang Ching och som fick sitt nu gällande namn av Gopinath Panigrahi.
Diplazium himalayense ingår i släktet Diplazium och familjen Athyriaceae. Inga underarter finns listade i Catalogue of Life.